# 渋谷町水道

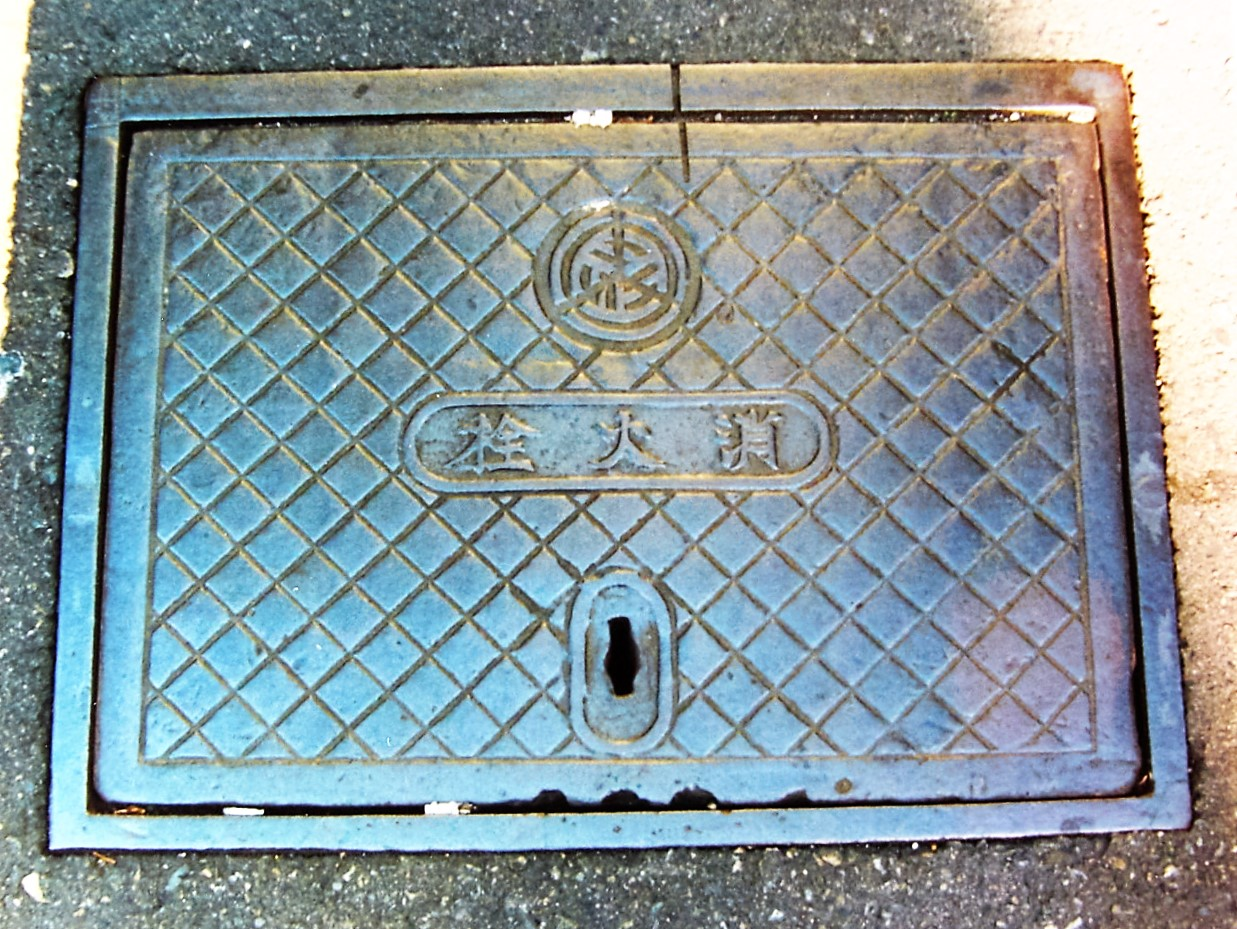
渋谷町水道の消火栓

渋谷町水道（しぶやまちすいどう）とは、豊多摩郡渋谷町（現在の渋谷区）が経営していた町営水道である。

## 概要
渋谷町では大正に入ってから人口が加速度的に増加したことで井戸が増え、地下水が欠乏したことから水道敷設が望まれていた。そんな中で1913年（大正2年）7月に民間企業によって渋谷町他1町2村に供給する私設水道の敷設計画が起こると、水道敷設は緊急を要するものの町営での敷設が得策であるとし町による水道敷設の調査が行われた。その結果同年8月20日に三田用水内堀用水を水源にあてる計画を立て、水利組合より利用許可が下りている。しかし、その頃水道拡張工事を行っていた東京市が工事の完了後に、市内給水に支障がない範囲で送水管の近隣町村へも給水する予定であると回答したため渋谷町をはじめとした近隣町村はそれに期待し、独立水道の敷設を行わなかった。ところが第一次世界大戦によって物価が高騰したことで拡張工事が延期になったことやそれが完成した後も近隣町村に給水ができるか不明であったため渋谷町は再び単独での敷設計画に着手した。1921年（大正10年）5月8日に起工し、1923年（大正12年）5月に一部給水を開始した。関東大震災の被害もほとんどなく、1924年（大正13年）3月に竣工した。
この水道は配水管の通過する駒沢町、世田ヶ谷町、目黒町の企業、学校、兵営にも供給された。さらに1925年（大正14年）12月からは隣接する荏原郡目黒町の目黒町水道にも上水を供給した。駒沢町、世田ヶ谷町でも水道供給を希望したがこれはかなわなかったため、1930年（昭和5年）に両町への水道を供給を目的とした日本水道が設立されている。
関東大震災が発生すると中心部から避難移住してくる人々で渋谷町を含む東京市近隣町村では人口が急増した。そのため1931年（昭和6年）3月に拡張工事が行われた。この工事は東京市へ引き継がれ1933年（昭和8年）3月に竣工した。
1932年（昭和7年）10月1日に渋谷町が東京市に統合されたことで渋谷町水道は東京市水道の一部となった。
東京市への引継ぎ時の給水戸数は1万6518戸、給水人口は8万5563人であった。

## 施設

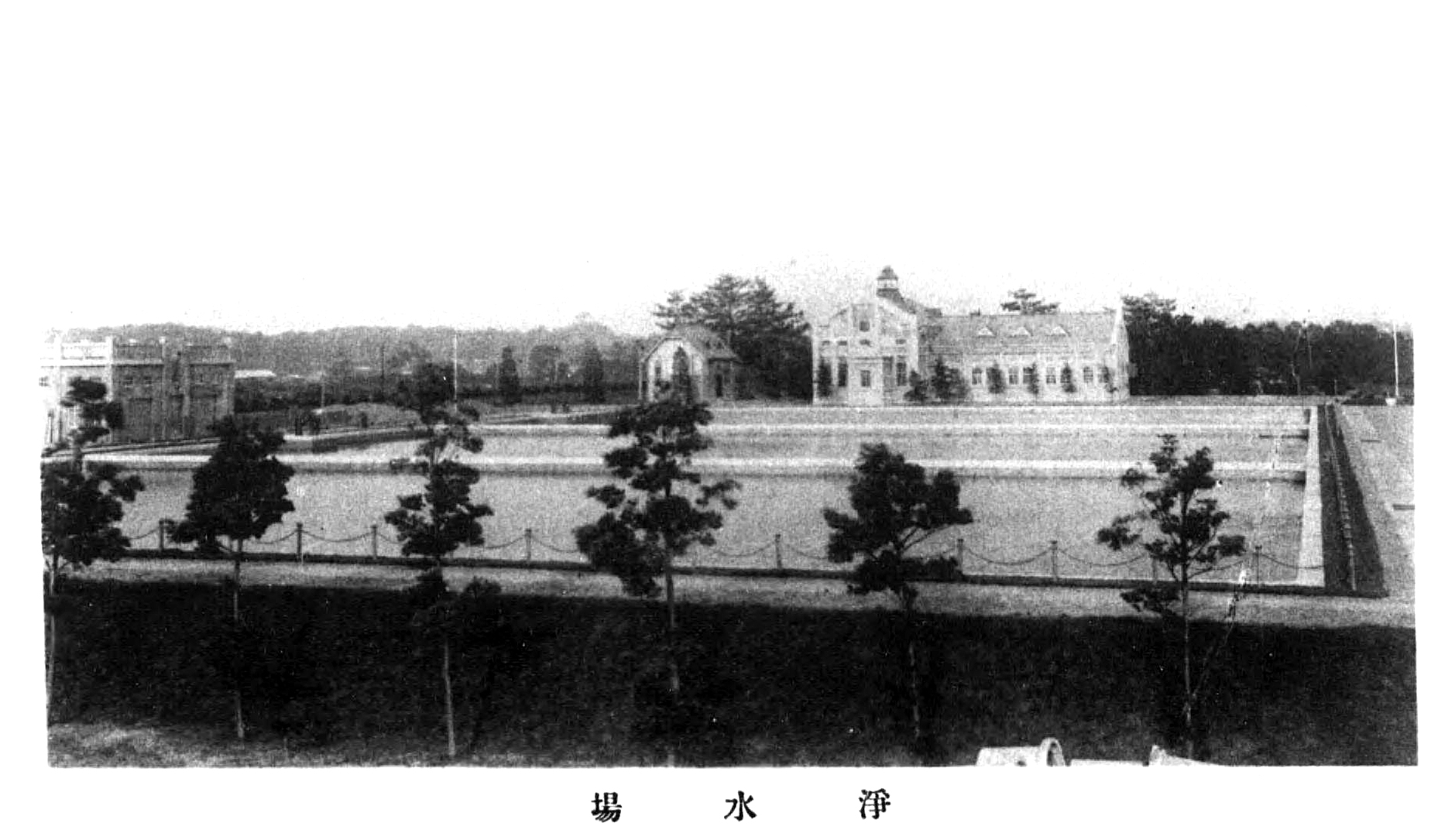
砧下浄水場

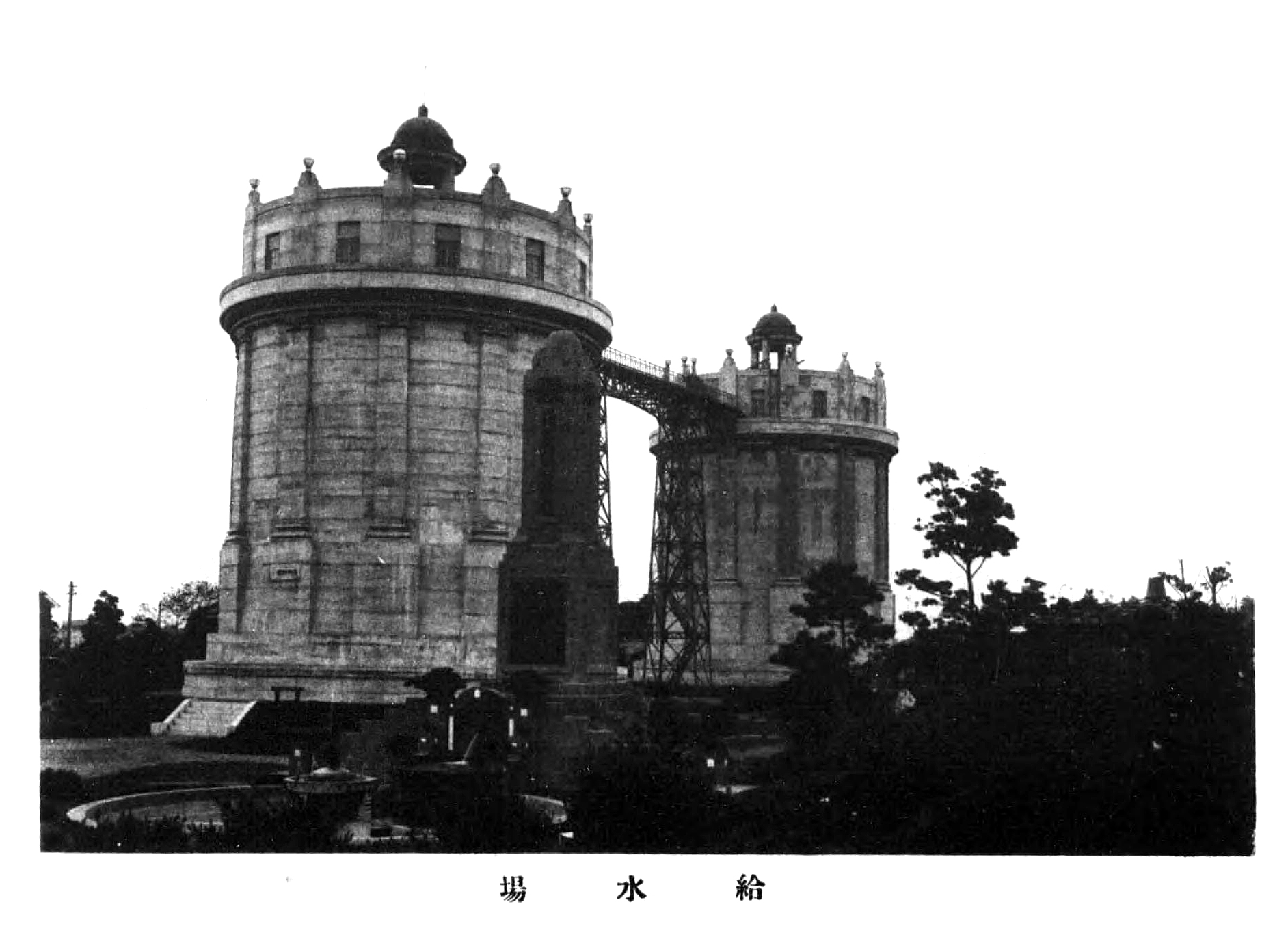
駒沢給水場

北多摩郡砧村鎌田地先の多摩川伏流水を取水し、河畔に砧下浄水場を設置した。浄水場からポンプを用いて荏原郡駒沢町に設けた駒沢給水場に水を送水し、そこから自然流下で渋谷地区へ給水していた。水道事務所は渋谷町氷川37番地に存在した。

## その他

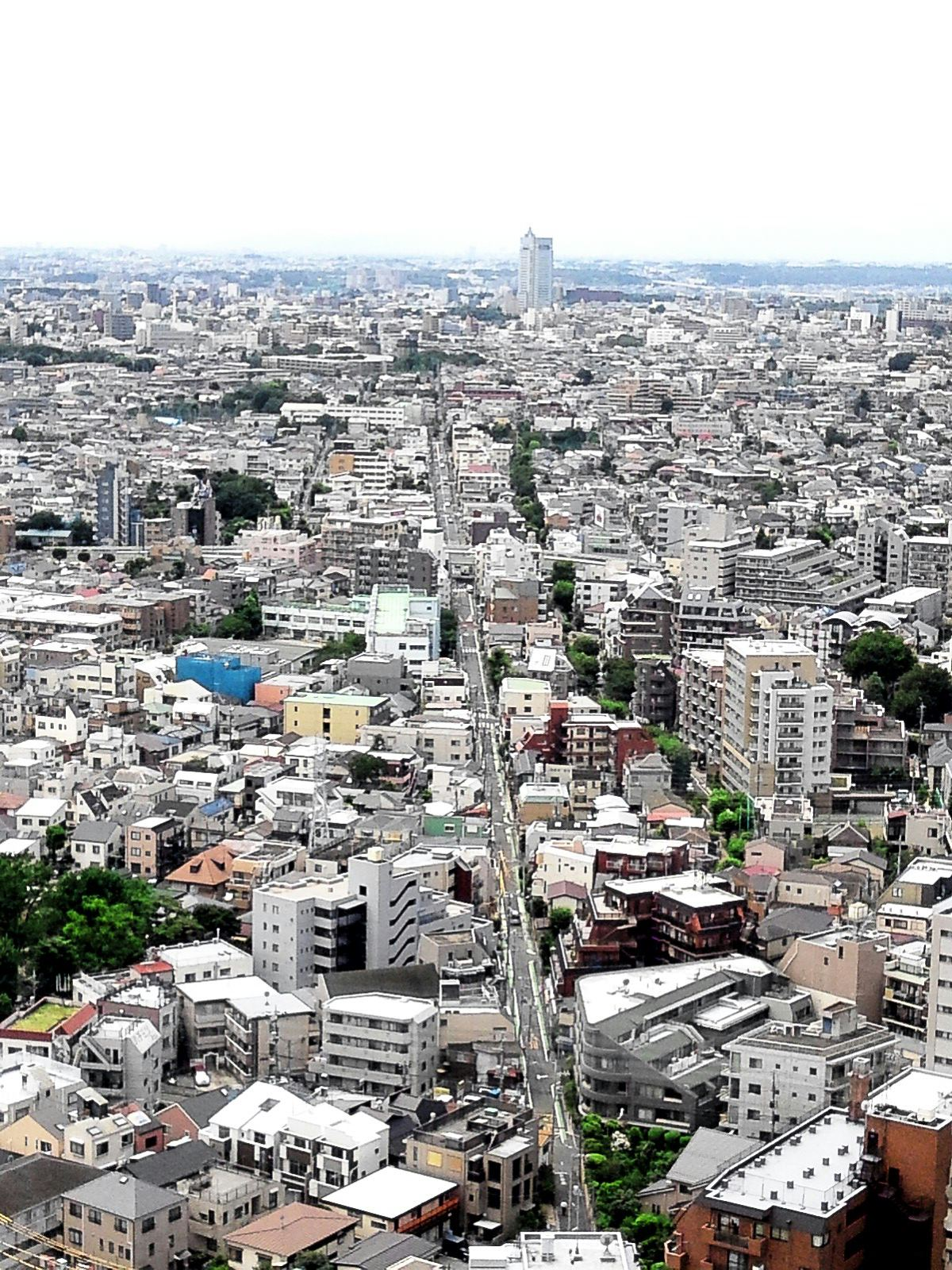
三軒茶屋から見た渋谷町水道道路

給水管の上には渋谷町水道道路と呼ばれる道路が敷設されており、現在も世田谷区鎌田の砧下浄水場から同区三軒茶屋の間をほぼ一直線に結んでいる。